# Сураханы (ковёр)
«Сураханы» (азерб. Suraxanı) — азербайджанские ворсовые ковры, входящие в бакинскую группу типа Куба-Ширван. Своё название эти ковры получили от селения Сураханы, расположенного в восточной части Баку.

## Художественные особенности

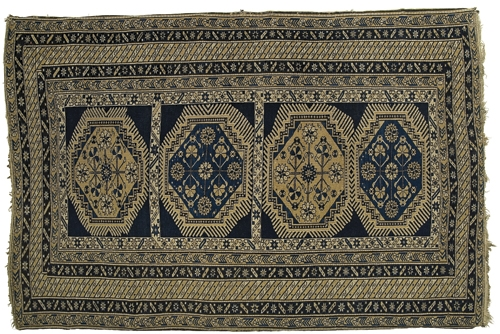
Ковёр «Сураханы» (XIX век). Шерсть. Ворсовое ткачество.
118х175 см. Национальный музей искусств Азербайджана, Баку

Бордюрная полоса ковров «Сураханы» состоит обычно из серединной каймы «шарлама», из зенджире, называемой «гейсибишах», и малой каймы, известной под названием «гёйчи». Большинство ковров «Сураханы» соткано в спокойной гамме. Характерными для этих ковров считаются светлый и тёмный дубовый, тёмно-голубой, белый, а также черный цвета. Ковры «Сураханы» ткутся с различными композициями. 

### Первый вариант
К первому варианту «Сураханы» относятся ковры, серединное поле которых состоит из нескольких частей. Окружающая серединное поле малая кайма, которая уходит внутрь его, делит поле на части. В этих частях помещаются ступенчатые медальоны оригинальных форм. Старейшие ковроткачи называют эти медальоны «Ханча» («Хонча»). Медальоны окружены зубчатыми выступами. Их считают кисточками «хончи». Эти ковры с изображением в серединном поле сцены радостного торжества обычно ткут девушки для приданого. 

### Второй вариант
Второй вариант «Сураханы» составляют ковры, называемые «Саджаягы». Гёли серединного поля по форме напоминают гёли ковров «Сальян». Элемент белого цвета, находящийся в восьми углах поля и называется «Саджаяг», считается элементом узора, характерным для этого ковра. Этот элемент встречается также в коврах «Хила-Афшан» бакинской группы. Расположенные вертикально по краям серединного поля бута являются элементом декора, свойственным бакинским коврам и особенно хилинским. Их иногда можно увидеть также в коврах «Сураханы».

### Третий вариант
Третий вариант «Сураханы» образуют ковры, серединное поле которых украшено растительными элементами геометрической формы. Они украшены элементами, характерными для хилинских ковров «Сураханы».

### Четвёртый вариант
К четвертому варианту ковров «Сураханы» относятся ковры, называемые «Гёльбендлик». Серединное поле этих ковров обычно состоит из нескольких гёлей, выстроенных по вертикали. Серединное поле и гёли этих ковров покрывают растительные узоры, которые исполнены ломаными линиями.

### Пятый вариант
Пятый вариант ковров «Сураханы» составляют ковры, в которых смешаны стили узора ковров «Хила» и «Сураханы». Ветки, размещенные В серединном поле вертикально одна за другой размещены ветки. Они покрывают всё поле и являлись растительными узорами. Со временем они геометризировались и превратились в самостоятельный узор. В серединном поле ковра находятся ступенчатые гёли. Четвертая часть этих гёлей повторяется в углах серединного поля. Такое повторение считается основной характерной особенностью бакинских ковров «Хила».

## Технические особенности
Ковры «Сураханы» бывают средних размеров — от 120×180 до 150×250 см. Раньше производились также удлиненные ковры.
В обычных коврах «Сураханы» на каждом квадратном метре помещается 160000 узлов. Более плотного тканья (ковры высокого качества) производились о особым заказам.